# Deanna Stellato-Dudek
Deanna Stellato-Dudek, née le 22 juin 1983 à Park Ridge (Illinois), est une patineuse artistique américaine. 
Elle remporte avec son partenaire Maxime Deschamps les Championnats du monde de patinage artistique 2024 de Montréal dans la catégorie couple.

## Biographie
Deanna Stellato-Dudek naît le 22 juin 1983 à Park Ridge, dans l'Illinois.

## Parcours sportif

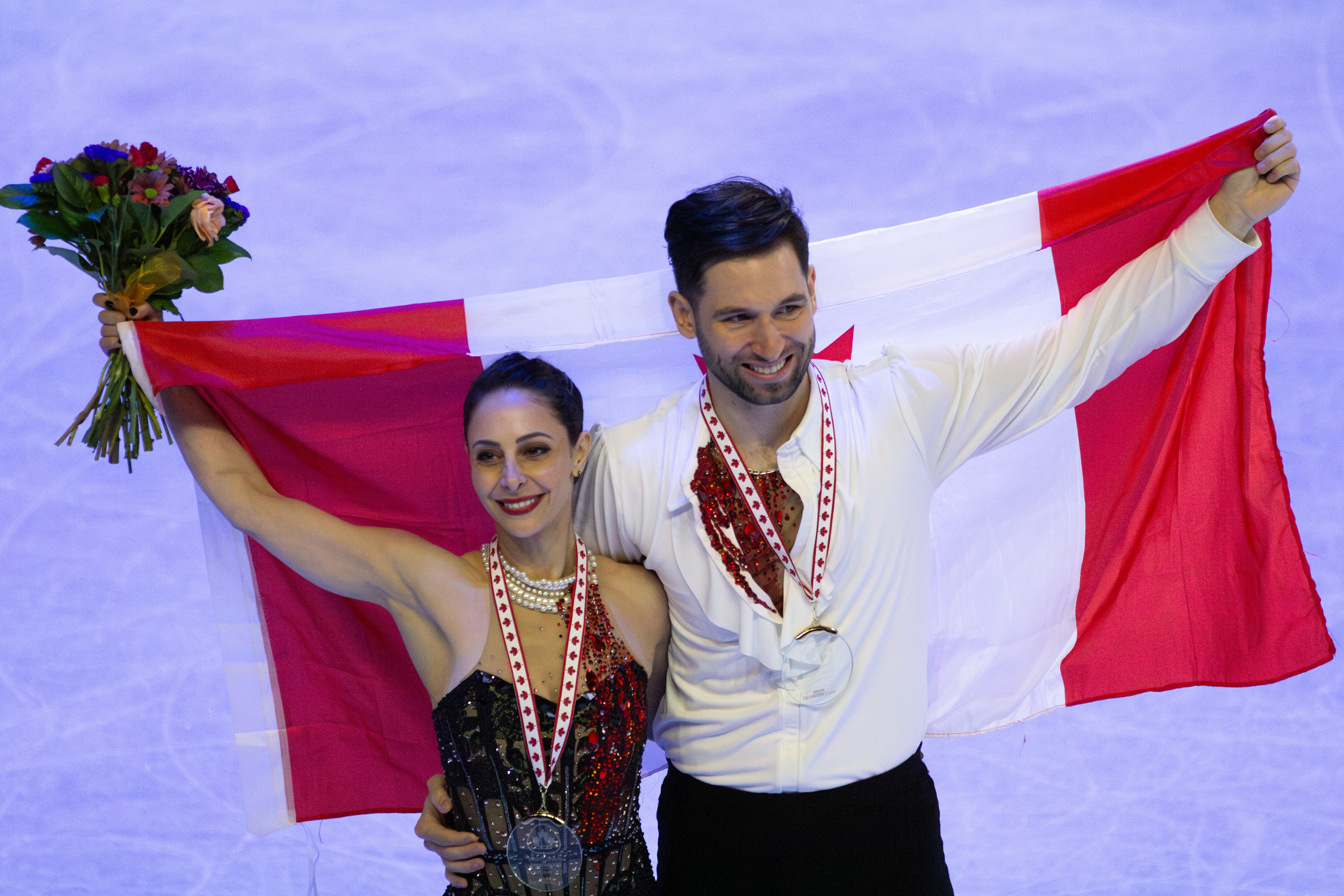
Deanna Stellato-Dudek et Maxime Deschamps durant le Skate Canada 2023.

Elle commence à patiner à l'âge de 6 ans.
Aux Championnats du monde de patinage artistique 2023 de Saitama, elle obtient la quatrième place dans la catégorie couple avec son partenaire Maxime Deschamps.
Elle remporte avec son partenaire Maxime Deschamps les Championnats du monde de patinage artistique 2024 de Montréal dans la catégorie couple. Deuxième du programme libre, ils s'imposent grâce à leur programme court, exécuté sur la musique d'Entretien avec un vampire.